# 鴨鱷
鴨鱷（屬名：Anatosuchus）屬於鱷形超目，化石是在尼日的Gadoufaoua發現，是由美國古生物學家保羅·塞里諾（Paul C. Sereno）為首的團隊，在2003年發表於科學期刊《Journal of Vertebrate Paleontology》。
鴨鱷擁有寬廣、類似鴨的口鼻部，因此取名為鴨鱷。模式種是小鴨鱷（A. minor），指的是牠們的小體型。

## 化石材料

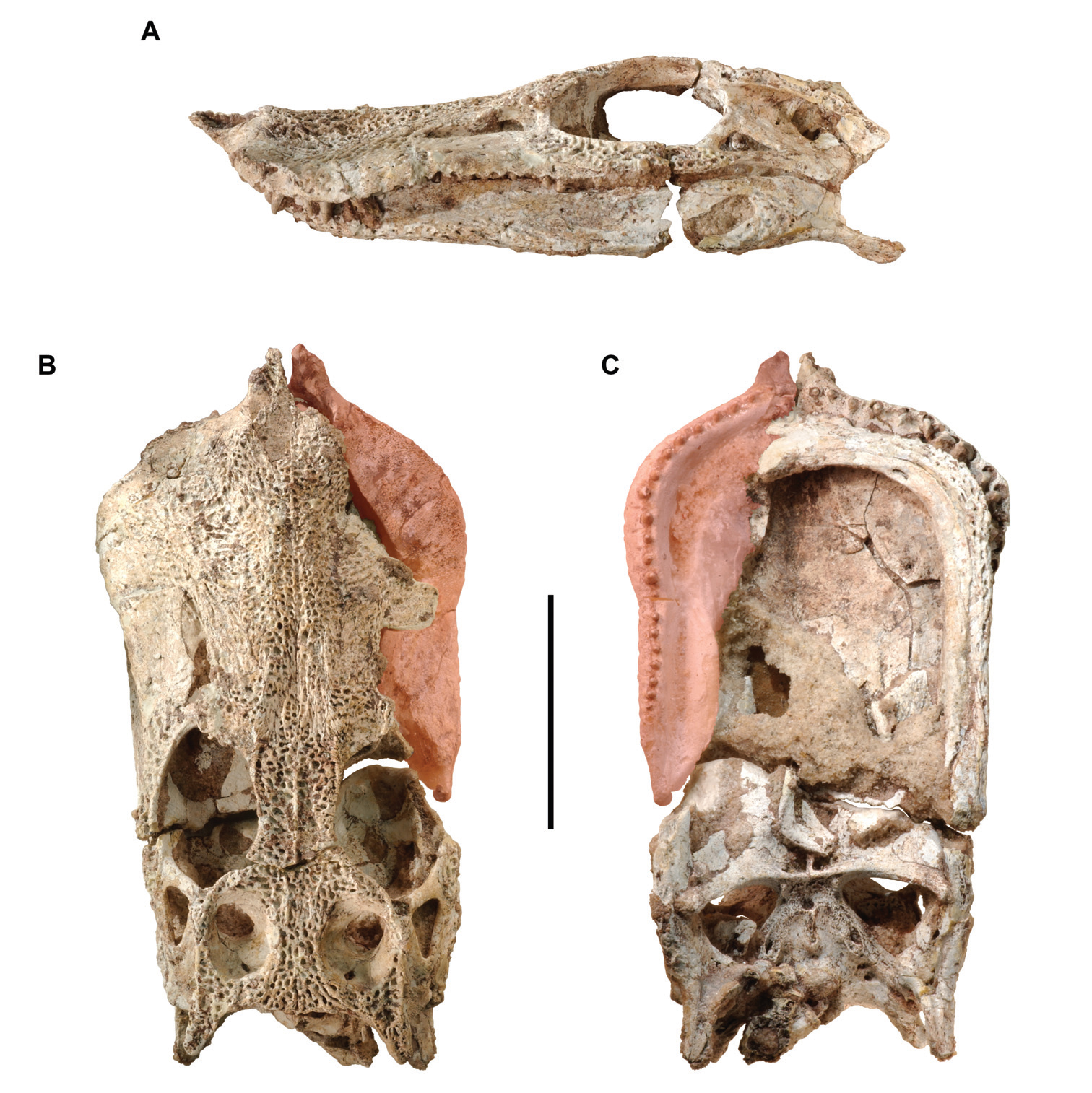
不同角度的頭顱骨

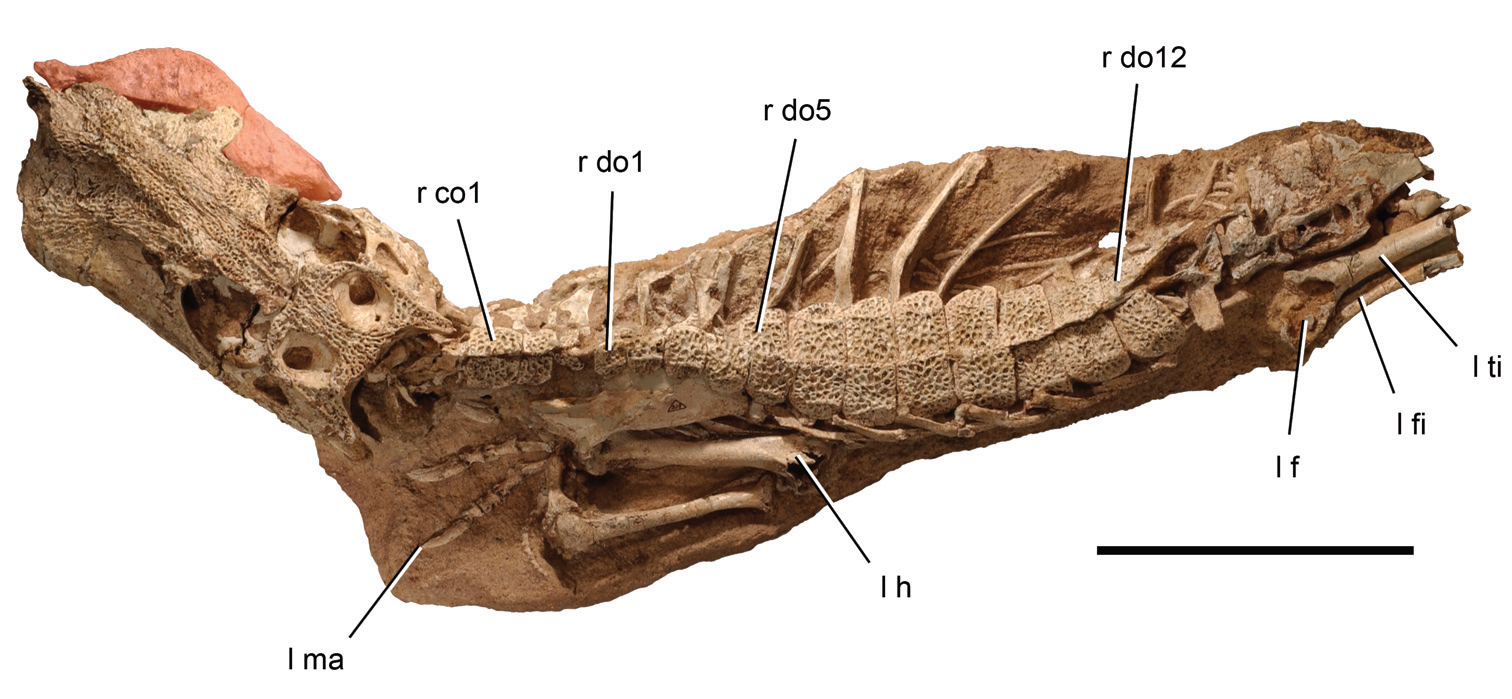
鴨鱷的身體標本

小鴨鱷的化石材料發現於Elrhaz組的上部，以及Echkar組的下部，顯示牠們生存於早白堊紀（晚阿普第階或
早阿爾比階）。
模式標本（編號MNN GDF603）是一個接近完整的頭顱骨，以及天然狀態的下頜。

## 分類系統
塞里諾等人（2003年）發現小鴨鱷與科瑪繪鱷（C. brachybuccalis）都屬於科瑪繪鱷科演化支，位於諾托鱷類之內，是個單系群演化支。然而，Martinelli以及Andrade等人的研究（2006年），都假設小鴨鱷與科瑪繪鱷（C. brachybuccalis）並沒有接近親緣關係。

## 古生物學
如同種名所顯示，小鴨鱷是種非常小型的鱷形超目動物，成年個體的身長估計約70公分長。

## 外部連結
- Andrade等人的2006年研究 （页面存档备份，存于） (Pdf檔)
- 塞里諾等人的2003年 （页面存档备份，存于） (Pdf檔)